# Œdipe et le Sphinx

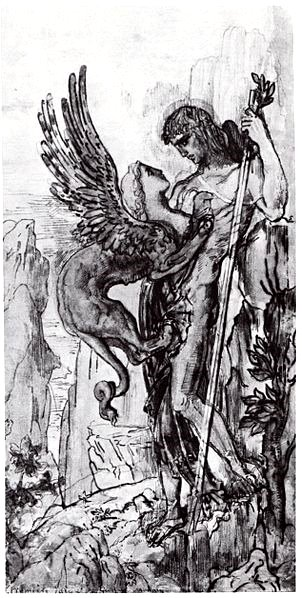
Aquarelle originale dŒdipe et le sphinx, 1861.

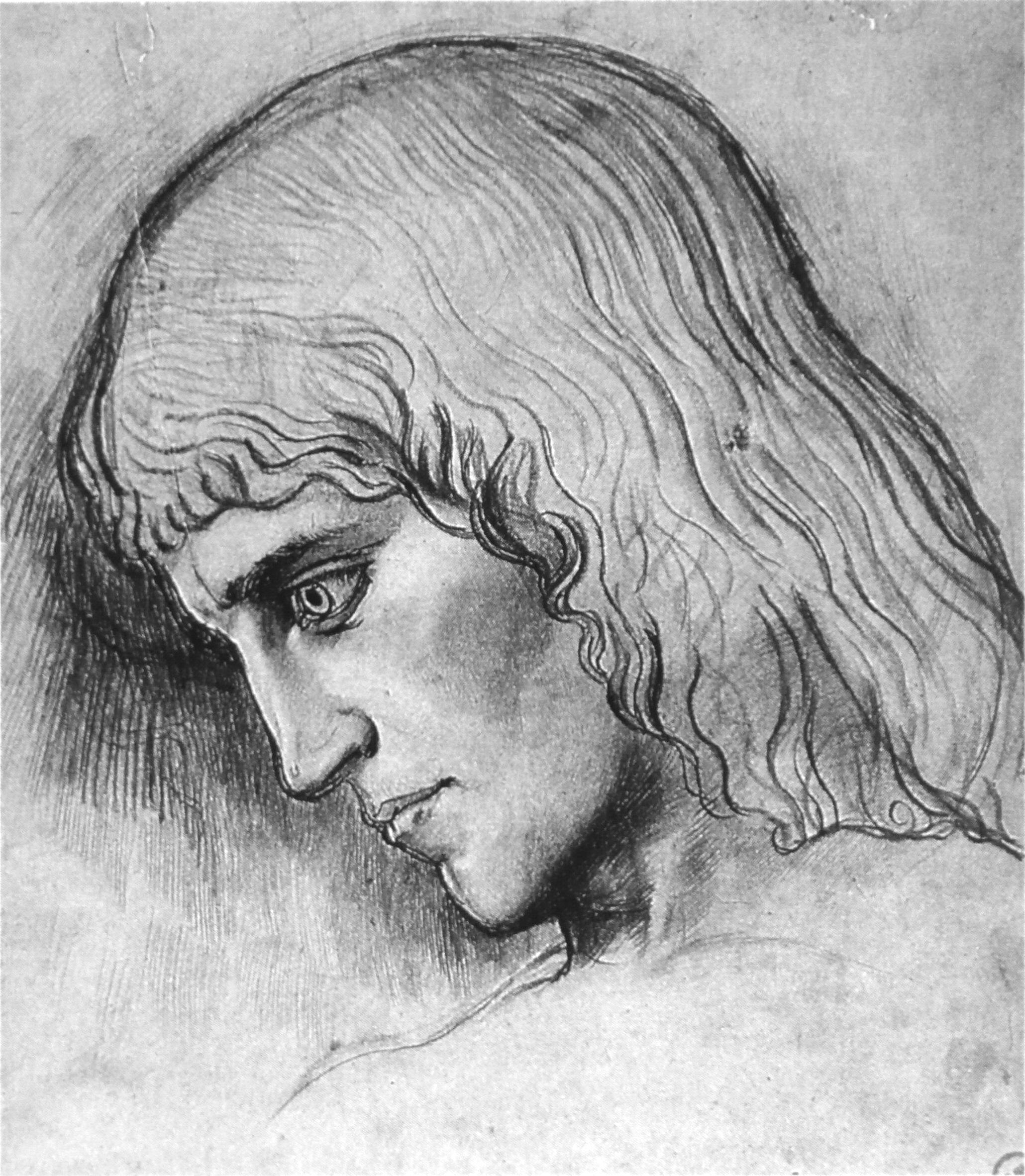
Étude pour la tête d'Œdipe

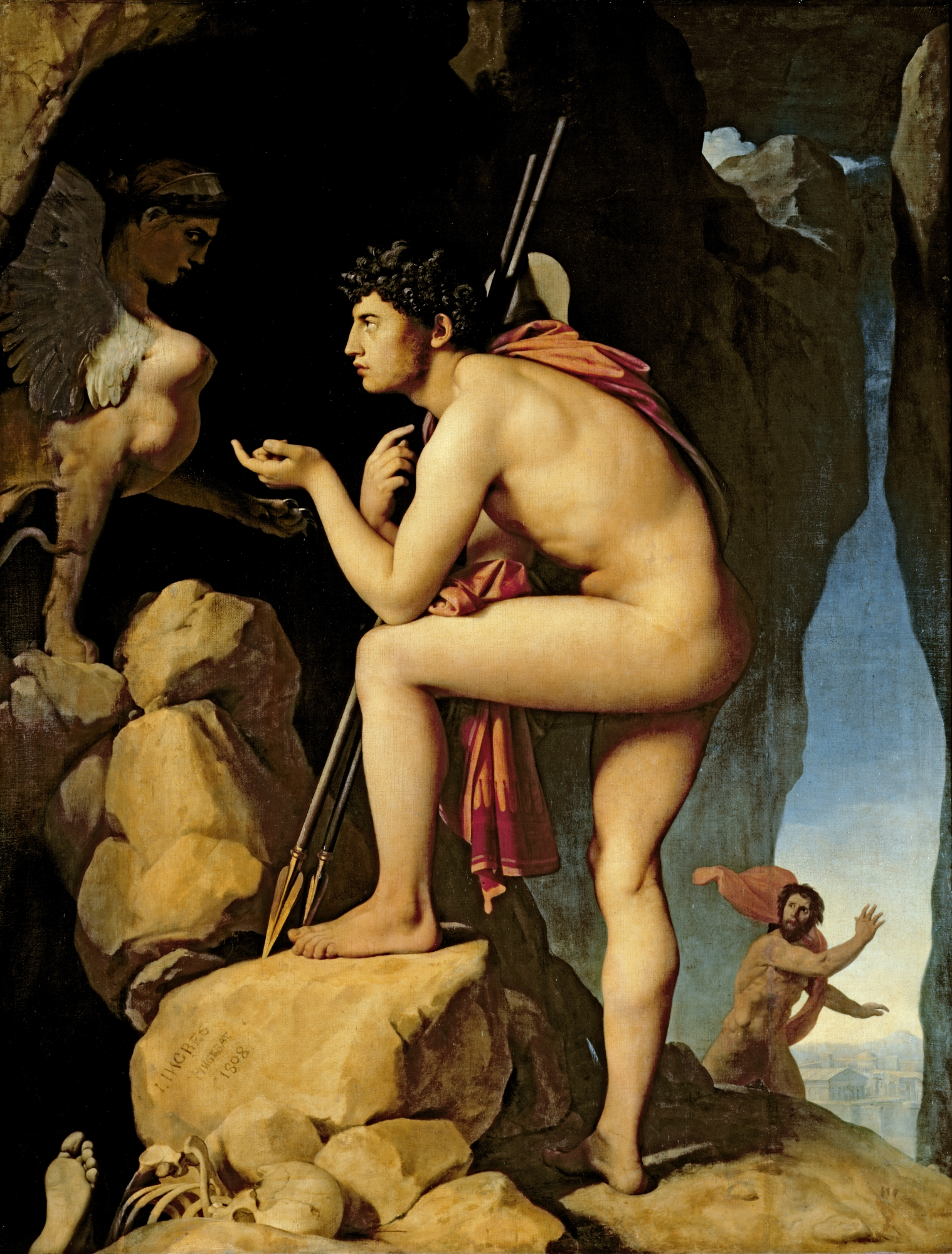
Œdipe explique l'énigme du sphinx, Ingres, 1808. Huile sur toile. Louvre, Paris.

Œdipe et le Sphinx est une huile sur toile de Gustave Moreau de 1864 qui fut exposée pour la première fois au Salon de 1864 où elle connut un succès immédiat. Il est maintenant au Metropolitan Museum of Art. L'œuvre renouvelait le sujet de la rencontre entre Œdipe et le Sphinx sur la route de Delphes, notamment dans la pièce de Sophocle Œdipe roi.

## Objet
La peinture représente Œdipe rencontrant le Sphinx au carrefour lors de son voyage entre Thèbes et Delphes. Œdipe doit répondre correctement à l'énigme du Sphinx pour réussir. L'échec signifie sa propre mort et celle des Thébains assiégés. L'énigme était: « Qu'est-ce qui marche sur quatre pieds le matin, deux l'après-midi et trois le soir ? ». Œdipe répondit : « L'Homme : enfant, il rampe à quatre pattes ; adulte, il marche sur deux jambes et, dans la vieillesse, il utilise un bâton de marche ». Œdipe fut le premier à répondre correctement à l'énigme et, ayant entendu la réponse d'Œdipe, le Sphinx fut stupéfait et se tua inexplicablement en se jetant à la mer. Œdipe a ainsi gagné la liberté des Thébains. Il prend possession du royaume et épouse Jocaste, dont il est révélé plus tard que c'est sa mère.

## Style et antécédents
Dans cet ouvrage, Moreau rejette délibérément le réalisme et le naturalisme en vogue dans la France du milieu du XIXe siècle, adoptant plutôt un style de peinture délibérément archaïque et un sujet mythologique. Moreau avait recopié sous forme de dessin l'Œdipe explique l'énigme du sphinx d'Ingres et c'est probablement une source d'inspiration pour sa propre toile. L'influence du maître italien de la Renaissance Andrea Mantegna a également été détectée dans la version de Moreau.
Contrairement à la version d'Ingres où Œdipe apparaît comme la figure dominante avec le Sphinx sur la défensive et en partie obscurci, le Sphinx de Moreau est à l'offensive, se jetant sur Œdipe dont la victoire dans la rencontre ne semble pas encore assurée. En effet, d'autres œuvres de Moreau présentent souvent des sphinx victorieux au sommet d'un monticule de victimes. C'est notamment le cas avec la toile qui présente l'année suivante au Salon de 1865 : Jason et Médée. En effet, sur le Jason, on voit un sphinx en haut d'une colonne, qui incarne la puissance féminine.
Le sphinx dans la peinture peut être considéré comme une forme de femme fatale, un thème commun dans les arts de la fin du XIXe siècle et en particulier de la peinture symboliste. Ragnar von Holten a soutenu que le sujet dépeint non seulement la bataille entre le bien et le mal, mais aussi entre les sexes, et que le poème d'ouverture de Buch der Leider de Heinrich Heine était la source de l'idée de la peinture. Dans ce poème, le Sphinx triomphe d'Œdipe.
En revanche, Henri Dorra a suggéré que les poses du sphinx et d'Œdipe sont dérivées de la signification étymologique grecque du mot sphinx, qui est de s'accrocher, de d'agripper ou de d'embrasser. Dorra note qu'un article sur le sujet de Michel Bréal avait été publié en 1863, l'année précédant la peinture. Dorra attire également l'attention sur la signification symbolique de certains éléments de l'image, qui pourraient avoir des aspects autobiographiques. Il affirme aussi que la toile pourrait s'inspirer d'une pièce de monnaie bithynienne de Nicomède II représentant Zeus s'appuyant avec un aigle à sa droite.
Le regard intense partagé entre les deux personnages a été vu comme caractéristique de Moreau « qui suggère encore et encore une image miroir ambigüe, deux aspects, deux entités abstraites qui se confrontent et se reconnaissent trop bien ».

## Réception critique
La peinture connut un succès immédiat au Salon. Elle donne un renouveau à la peinture d'histoire qui, dans un contexte de développement de peintures plus réalistes ou naturalistes comme celles de Manet ou de Courbet commençait à montrer des signes de faiblesse.
La seule critique sérieuse adressée à l'œuvre était que ses figures auraient pu être « trop » inspirées par l'œuvre de Mantegna. Le critique Paul de Saint-Victor a averti que Moreau devrait se retirer de la « dure étreinte » de Mantegna afin de réaliser son plein potentiel. Jules Claretie a commenté qu'il était dessiné comme un Mantegna mais aussi poétique qu'un Léonard de Vinci. Maxime du Camp, quant à lui, a estimé qu'il ressemblait davantage à Saint Georges et le Dragon de Vittore Carpaccio (1502), que Moreau avait copié à Venise.
Un autre critique a observé qu'une sphinge grecque, mi-femme et mi-vautour, a été montré, plutôt qu'un sphinx assis égyptien, mais a estimé que même si Ingres avait présenté un Œdipe moderne, Moreau avait mieux interprété l'Œdipe classique.
Après le Salon, Moreau a rapidement acquis une réputation d'excentricité. Un commentateur a déclaré que l'œuvre de Moreau était « comme un pastiche de Mantegna créé par un étudiant allemand qui se détend de sa peinture en lisant Schopenhauer ».

## Histoire
Le tableau a été vendu pour la première fois par l'artiste en 1864 au prince Napoléon Bonaparte, qui avait la réputation d'un connaisseur exigeant, et a payé 8 000 francs pour l'œuvre. Il a ensuite été vendu en 1868 à Paul Durand-Ruel, puis la même année à William H. Herriman de Rome qui l'a donné au Metropolitan Museum of Art en 1920  où il est l'un des rares tableaux importants de Moreau hors de France.
À sa mort, Moreau a légué toutes les peintures qu'il avait en sa possession à la Nation française où elles ont formé la base des collections du Musée Gustave-Moreau.